# Centipede (hudební skupina)
Centipede byla anglická hudební skupina, ve které působilo více než padesát členů. Skupinu založil klavírista Keith Tippett, dále v ní působili například Boz Burrell, Brian Godding, Zoot Money, Ian McDonald, Alan Skidmore a Elton Dean. Své první a jediné album Septober Energy skupina vydala v roce 1971 a jeho producentem byl Robert Fripp Jde o dvojalbum obsahující čtyři dlouhé skladby.